# سوفیک سارگسیان
سوفیک سارگسیان (ارمنی: Սոֆիկ Սարգսյան؛ انگلیسی: Sofik Sarkisyan؛ زاده ۸ دسامبر ۱۹۵۱) یک بازیگر اهل ارمنستان است. وی از سال ۱۹۷۴ میلادی فعالیت می‌کند.

## زندگی‌نامه
وی در ۸ دسامبر ۱۹۵۱ در ایروان به دنیا آمد و از دانشگاه دولتی علوم پرورشی خاچاطور آبوویان ارمنستان (۱۹۷۷) فارغ‌التحصیل شد.  سارگسیان بین سال‌های ۱۹۷۸–۱۹۸۰ به هنرپیشه در تئاتر نمایشی هراچیا غاپلانیان فعالیت کرده‌است. وی از سال ۱۹۹۵ در انستیتو دولتی سینما و تئاتر ایروان تدریس می‌کند.

## گزیده فیلمشناسی
- ناهاپت (۱۹۷۷)
- باغ سیب (۱۹۸۵)
- سمفونی سکوت (۲۰۰۱)
- فرشته دیوانه (۲۰۰۱)
- گمشده و پیداشده در ارمنستان (۲۰۱۲)
- گارگین نژده (فیلم) (۲۰۱۳)